# Alfonso Reyes Ramos
Alfonso Reyes Ramos (* 21. Juni 1913 in Puebla; † 26. Juli 1969) war ein mexikanischer Geistlicher und römisch-katholischer Bischof von Ciudad Valles.

## Leben
Alfonso Reyes Ramos empfing am 22. Mai 1937 das Sakrament der Priesterweihe.
Am 29. November 1966 ernannte ihn Papst Paul VI. zum Bischof von Ciudad Valles. Der Erzbischof von Puebla de los Ángeles, Octaviano Márquez y Tóriz, spendete ihm am 24. Februar 1967 die Bischofsweihe; Mitkonsekratoren waren der Erzbischof von Hermosillo, Carlos Quintero Arce, und der Erzbischof von Monterrey, Alfonso Espino y Silva.